# 182e régiment d'artillerie
Pour les articles homonymes, voir 182e régiment.
Ne doit pas être confondu avec le 182e régiment d'artillerie lourde coloniale de 1914-1918
Le 182e régiment d'artillerie lourde à tracteurs est un régiment de l'armée de terre française créé en 1924 et dissout en 1940. Il combat pendant la Seconde Guerre mondiale.

## Création et différentes dénominations
- 1924 : création
- 1940 : dissous

## Chefs de corps

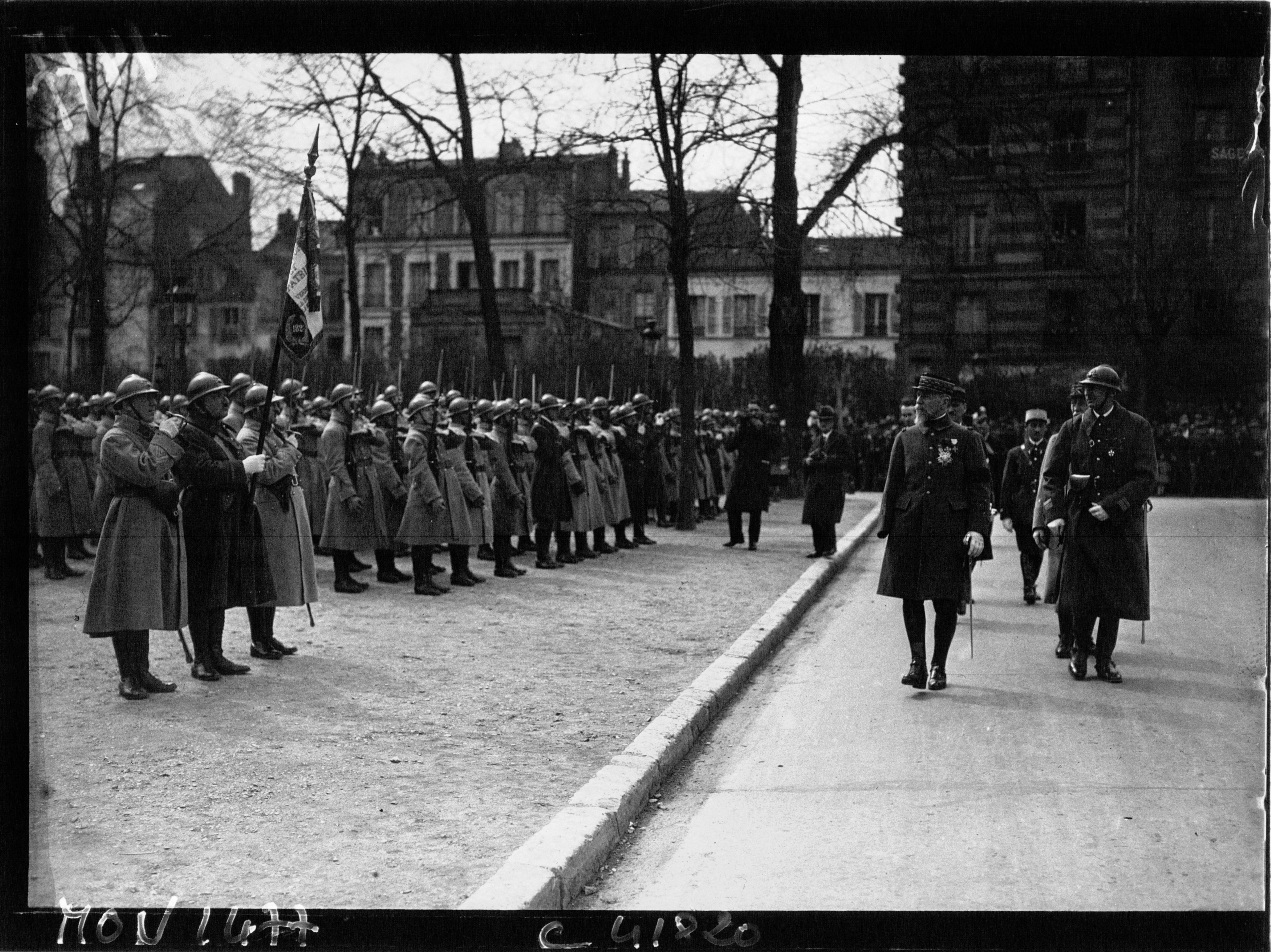
Le et son drapeau passés en revue par le général Gouraud en 1932 à Vincennes.

- 1934 - 1936 : colonel Edmond Mendras[1]
- 1939 - 1940 : colonel Paul Cahier[N 1],[2]

## Historique des opérations et garnisons du régiment

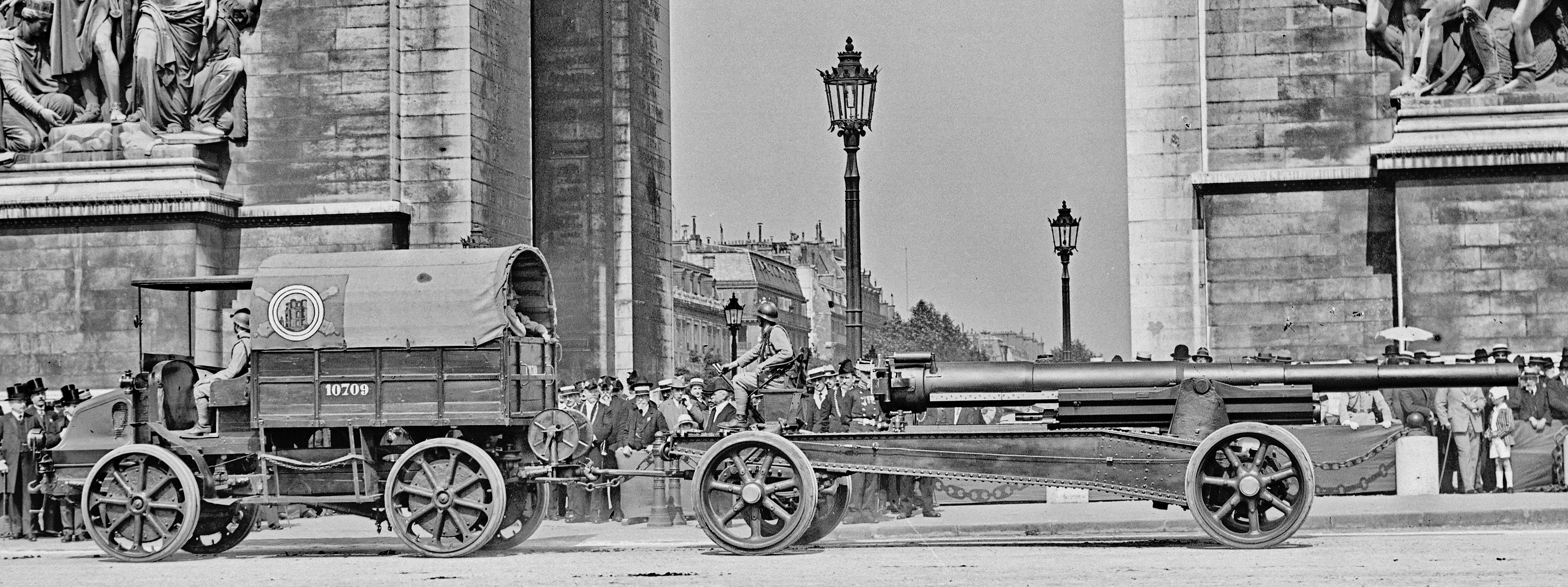
Défilé du régiment place de l’Étoile le 14 juillet 1925 : canon de 155 GPF tracté par un Latil TAR.

Le régiment est formé à Vincennes en janvier 1924 à partir du 83e régiment d'artillerie lourde à tracteurs dissout. Il est rattaché au gouvernement militaire de Paris. Il a de nombreux liens avec le 72e régiment d'artillerie dont il partage la garnison.
Pendant la Seconde Guerre mondiale, il est formé de quatre groupes de canons de 155 mm GPF tractés, plus une 111e batterie d'instruction. Il est placé en réserve générale. Il est engagé dans l'offensive de la Sarre. Pendant la bataille de France, le 2e groupe du commandant Lepercq combat jusqu'au 25 juin 1940.

## Étendard

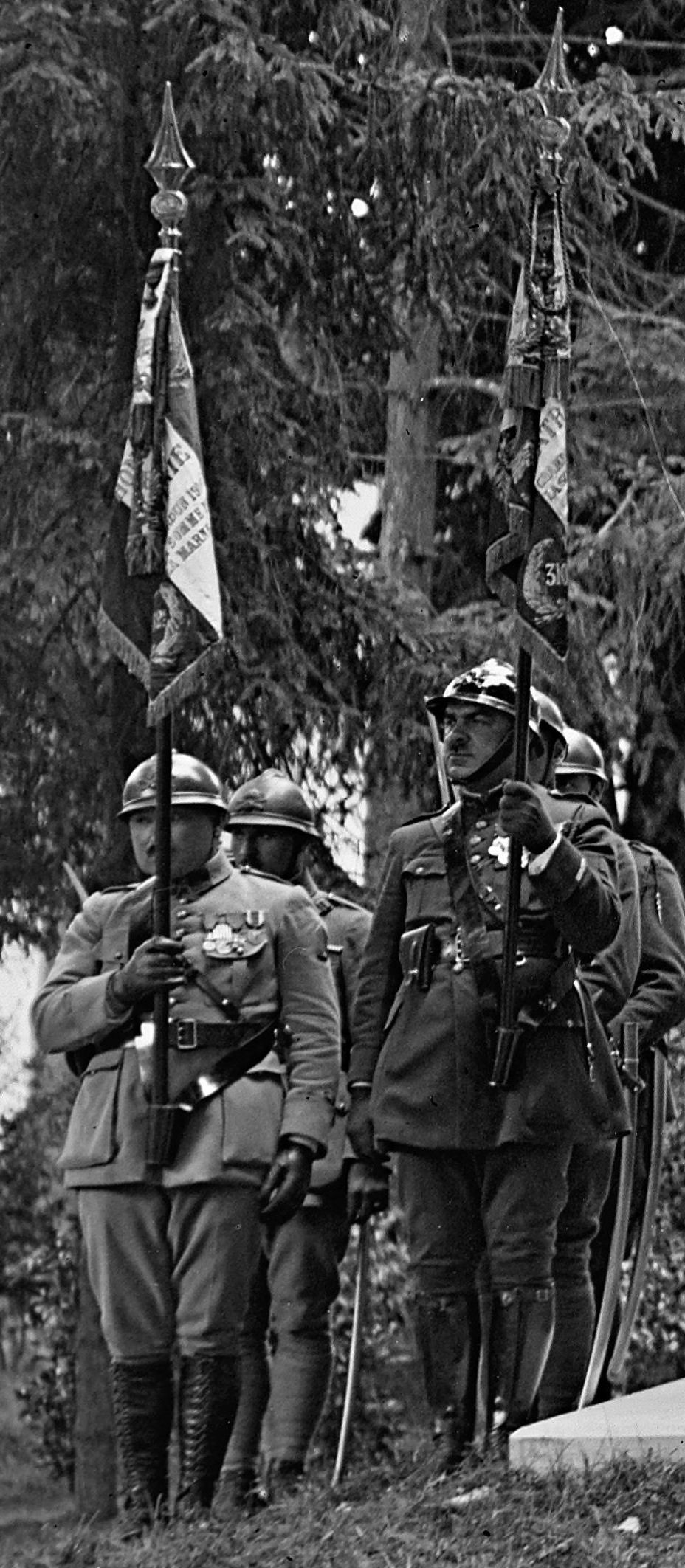
Porte-étendard du (gauche), au côté de celui du d'artillerie coloniale, le 18/7/1925 à l'école d'artillerie de Fontainebleau.

Il porte, cousues en lettres d'or dans ses plis, les inscriptions suivantes :
- Verdun 1916
- La Somme 1916
- La Marne 1916

## Insigne
L'insigne métallique du régiment, fabriqué par Drago Paris vers 1936, montre le donjon de Vincennes, supporté par un volant (régiment motorisé). Au centre, un rectangle montre un canon (similaire au 155 L modèle 1916 (en)) et son tracteur.

## Personnalités ayant servi au régiment
- Gaston Brissonnet, militant communiste, au régiment de 1927 à 1930[10] ;
- Louis Claeysen, résistant FFI, au régiment de 1931 à 1932[11] ;
- Aimé Lepercq, ministre et compagnon de la Libération, chef d'escadron commandant le 2e groupe en 1940[7].